# Richard Boone (acteur)
Richard Boone (Los Angeles, 18 juni 1917 - St. Augustine, 10 januari 1981) was een Amerikaans acteur die in een vijftigtal films meespeelde en vooral actief was in de jaren vijftig en de jaren zestig. Hij was eveneens een succesvol televisieacteur.

## Leven en werk

### Afkomst en opleiding
Boone was de zoon van een joodse moeder van Russische afkomst en een bedrijfsadvocaat, die een rechtstreekse afstammeling was van de broer van pionier en kolonist Daniel Boone. Na zijn middelbare studies ging hij studeren aan de Stanford-universiteit maar hij voltooide zijn studies niet. Daarna verdiende hij de kost als olieboorder, barman, schilder en schrijver.

### Tweede Wereldoorlog en eerste toneelstappen
Tijdens de Tweede Wereldoorlog, in 1941, vervoegde Boone de United States Navy en diende, vier jaar lang, op drie schepen tijdens de vijandelijkheden in de Stille Oceaan.
Dankzij de G.I. Bill of Rights kon hij na de oorlog toneellessen volgen aan de New Yorkse Actors Studio. Marlon Brando en  Karl Malden behoorden er tot zijn klasgenoten. In 1947 maakte Boone zijn Broadwaydebuut in Medeia. Vlug daarna volgden nog Macbeth en The Man (onder regie van Martin Ritt). 

### Filmcarrière

#### Rollen van militairen en gezagsdragers
In de filmwereld debuteerde Boone als vanzelfsprekend in een oorlogsfilm, de zich in de Stille Oceaan afspelende Halls of Montezuma (1951) waarin hij als luitenant-kolonel de Slag om Okinawa leidde. Andere dergelijke stoere rollen volgden:
- Hij vertolkte generaal Sam Houston in The Alamo (1960), een epische western/oorlogsfilm gesitueerd tijdens de Texaanse Onafhankelijkheidsoorlog.

- In de zich tijdens de Amerikaanse Burgeroorlog afspelende western/oorlogsfilm The Raid (1954) was hij een legerkapitein.

- In de western A Thunder of Drums (1961) was hij een strenge, verbitterde en voorzichtige veteraan-kapitein.

- In de spaghettiwestern Diamante Lobo (1976) speelde hij de sheriff.

- In Tweede Wereldoorlogsfilms belichaamde hij een Duitse kapitein in The Desert Fox: The Story of Rommel (1951), een luitenant in Away All Boats (1956) en een kapitein in Battle Stations (1956).
- In de martialartsfilm The Bushido Blade (1981) bekleedde hij de rang van commodore als Matthew Calbraith Perry.
- Ten slotte gaf hij ook gestalte aan Pontius Pilatus in de sandalenfilm The Robe (1953), aan een dubieuze luitenant-detective in de film noir Vicki (1953), aan een politiekapitein in de misdaadfilm Dragnet (1954) en aan de kapitein van een toeristenboot in het misdaaddrama Kona Coast (1968).

#### Booswicht in westerns
Met zijn ruw, verweerd en pokdalig gezicht was Boone uitermate geschikt om vooral in westerns te acteren, voornamelijk als onvermurwbare booswicht, zoals in Big Jake (1971) en in The Shootist (1976), waarin hij telkens (zijn vriend) John Wayne's tegenstander was. Lang daarvoor, in de jaren vijftig en de vroege jaren zestig, had hij al naam gemaakt in dat filmgenre, meestal in B-westerns. Hij werd gecast door enkele prominente westernregisseurs: 
- Delmer Daves castte hem als antipathieke en onverdraagzame rijke rancher en buurman in Return of the Texan (1951).
- Jacques Tourneur castte hem als een stoere, taaie majoor en latere politiechef in de avontuurlijke in Argentinië gesitueerde Way of a Gaucho (1952).
- King Vidor castte hem als een gewelddadige meesterknecht in Man Without a Star (1955).
- Budd Boetticher castte hem als een vogelvrij verklaarde bandietenleider in The Tall T (1957).
- Niet bijzonder in westerns gespecialiseerde ervaren cineasten als Rudolph Maté en Martin Ritt gebruikten Boone al even graag: voor Maté portretteerde Boone een huurling die een Gatling gun steelt en doorverkoopt aan de Indianen in Siege at Red River (1954) en voor Ritt belichaamde hij een zelfingenomen en vulgaire revolverheld en avonturier in Hombre (1967).

#### Nog vermeldenswaardig
Vermeldenswaardig waren eveneens zijn twee rollen voor Elia Kazan: de spion en verklikker in het zich in Oost-Duitsland afspelend anti-communistisch drama Man on a Tightrope (1953) en de vader van het hoofdpersonage in het drama The Arrangement (1969). In John Hustons zich tijdens de Koude Oorlog afspelende spionagethriller The Kremlin Letter (1970) stond Boone aan het hoofd van een groep spionnen-avonturiers.
Toen Boone zich tussen 1964 en 1971 met zijn gezin comfortabel vestigde in Honolulu, namen zijn filmactiviteiten af.

### Succesrijke televisiecarrière
Boone bouwde een dertigjarige carrière uit vanaf 1949. Een eerste hoogtepunt was de ziekenhuisserie Medic (1954-1956) waarin hij het hoofdpersonage vertolkte: een dokter die ook elke episode inleidde en vertelde. De westernserie Have Gun - Will Travel liep zes jaar lang (1957-1963) en liet hoofdacteur Boone zien als de onkreukbare revolverheld die alleen maar opkomt voor rechtvaardige zaken.The Richard Boone Show (1963-1964) was een anthologieserie die Boone niet alleen presenteerde maar waarin hij ook regelmatig meespeelde. Vermeldenswaardig was ten slotte nog de westernserie Hec Ramsey (1972-1974) waarin Boone als de voormalige en ouder geworden revolverheld Hec Ramsey beseft dat de dagen van het wilde westen geteld zijn en dat hij een nieuwe job moet zoeken. Hij wordt hulpsheriff waarbij hij zich, als een heuse detective, de nieuwe forensische technieken vlot eigen maakt.    

### Privéleven
Boone huwde drie keer. Zijn eerste twee huwelijken waren geen lang leven beschoren: eerst was hij enkele jaren (1937-1940) gehuwd met Jane Hopper. Vervolgens was hij kortstondig getrouwd met Mimi Kelly (1949-1950).
Zijn derde echtgenote was Claire McAloon, een voormalige balletdanseres met wie hij in 1951 trouwde en met wie hij samen bleef tot aan zijn dood in 1981. Zij gaf hem een zoon Peter. 
Boone overleed in 1981 op 63-jarige leeftijd aan keelkanker.

## Filmografie (ruime selectie)
- 1951 - Halls of Montezuma (Lewis Milestone)
- 1951 - Call Me Mister (Lloyd Bacon)
- 1951 - The Desert Fox: The Story of Rommel (Henry Hathaway)
- 1952 - Red Skies of Montana (Joseph M. Newman)
- 1952 - Return of the Texan (Delmer Daves)
- 1952 - Kangaroo (Lewis Milestone)
- 1952 - Way of a Gaucho (Jacques Tourneur)
- 1953 - Man on a Tightrope (Elia Kazan)
- 1953 - Vicki (Harry Horner)
- 1953 - The Robe (Henry Koster)
- 1953 - City of Bad Men (Harmon Jones)
- 1953 - Beneath the 12-Mile Reef (Robert D. Webb)
- 1954 - Siege at Red River (Rudolph Maté)
- 1954 - The Raid (Hugo Fregonese)
- 1954 - Dragnet (Jack Webb)
- 1955 - Ten Wanted Men (Bruce Humberstone)
- 1955 - Man Without a Star (King Vidor)
- 1955 - Robbers' Roost (Sidney Salkow)
- 1956 - Star in the Dust (Charles F. Haas)
- 1956 - Away All Boats (Joseph Pevney)
- 1957 - The Tall T (Budd Boetticher)
- 1957 - Lizzie (Hugo Haas)
- 1957 - The Garment Jungle (Vincent Sherman)
- 1958 - I Bury the Living (Albert Band)
- 1960 - The Alamo (John Wayne)
- 1961 - A Thunder of Drums (Joseph M. Newman)
- 1964 - Rio Conchos (Gordon Douglas)
- 1965 - The War Lord (Franklin J. Schaffner)
- 1967 - Hombre (Martin Ritt)
- 1968 - Kona Coast (Lamont Johnson)
- 1968 - The Night of the Following Day (Hubert Cornfield)
- 1969 - The Arrangement (Elia Kazan)
- 1970 - The Kremlin Letter (John Huston)
- 1970 - Madron (Jerry Hopper)
- 1971 - Big Jake (George Sherman)
- 1975 - Against a Crooked Sky (Earl Bellamy)
- 1976 - Diamante Lobo (Gianfranco Parolini)
- 1976 - The Shootist (Don Siegel)
- 1977 - The Last Dinosaur (Alex Grasshoff)
- 1978 - The Big Sleep (Michael Winner)
- 1979 - Winter Kills (William Richert)
- 1981 - The Bushido Blade (Tom Kotani)

## Publicatie
- David Rothel:  Richard Boone: A Knight Without Armor in a Savage Land. Madison, NC: Empire Publishing, 2001

- Biblioteca Nacional de España: XX1545043
- Bibliothèque nationale de France: cb13891685x (data)
- Gemeinsame Normdatei: 1149480246
- International Standard Name Identifier: 0000 0001 2134 3596
- Library of Congress Control Number: n83161797
- Nationale Bibliotheek van Tsjechië: xx0159549
- Nationale Bibliotheek van Israël: 987007450208105171
- Système universitaire de documentation: 071245634
- Virtual International Authority File: 56795467
- WorldCat: E39PBJfmjHFyvHK8hVhMDKWdQq